# Lúcio Júlio César (cônsul em 90 a.C.)
Lúcio Júlio César (m. 87 a.C.; em latim: Lucius Iulius Caesar) foi um político da família César da gente Júlia da República Romana eleito cônsul em 90 a.C. com Públio Rutílio Lupo. Foi censor no ano seguinte. Era filho de Lúcio Júlio César Estrabão com sua esposa Popília, irmão mais velho de Caio Júlio César Vopisco e pai de Lúcio Júlio César e de Júlia Antônia, a mãe de Marco Antônio.

## Carreira
Lúcio estava entre os senadores que acabaram com a revolta do tribuno da plebe Lúcio Apuleio Saturnino em 100 a.C. e foi eleito pretor seis anos mais tarde, em 94 a.C., sem ter sido antes questor e nem edil curul. Foi ainda procônsul da província da Macedônia.

## Consulado (90 a.C.)

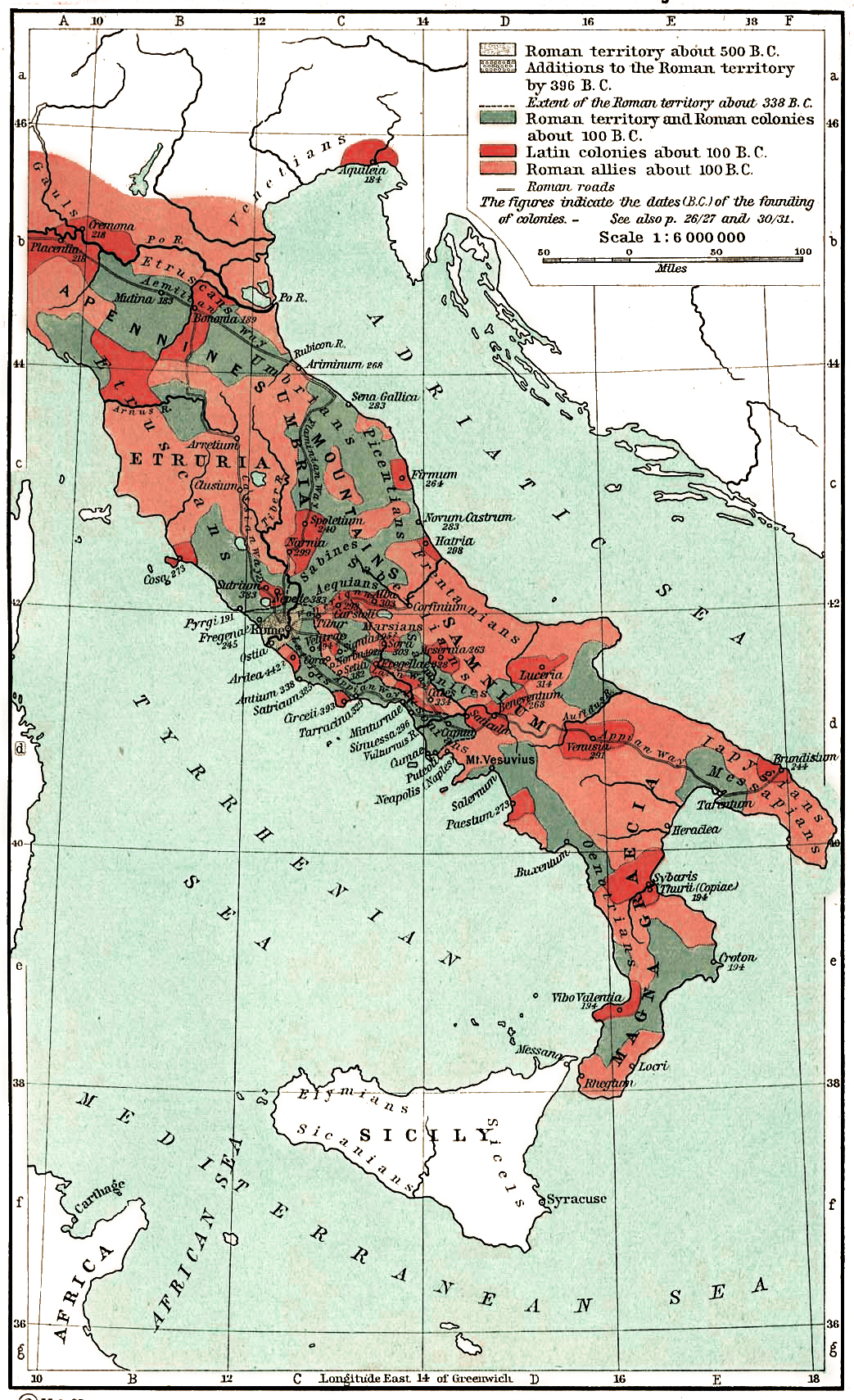
Mapa da Itália durante a Guerra Social (91-88 a.C.).

Foi eleito cônsul em 90 a.C. juntamente com Públio Rutílio Lupo no auge da Guerra Social. Serviram como legados sob seu comando diversas figuras importantes da política romana nas décadas seguintes, como Sula, Crasso, Públio Lêntulo, Tito Dídio e Marco Cláudio Marcelo. Dada a vastidão do teatro de operações, os romanos decidiram dividir em duas partes o território dos insurgentes. Rutílio recebe a missão de subjugar os picenos, vestinos, sabinos, pelinos e mársios, povos que viviam ao norte de Roma, enquanto César ficou encarregado de lutar contra os samnitas, campânios e demais povos da Itália meridional. Para enfrentar o primeiro exército, os exércitos escolheram o mársio Quinto Pompédio Silão e para enfrentar o seguindo, comandado por Rutílio, o samnita Caio Pápio Mutilo. 
A sua primeira campanha militar foi contra os samnitas, mas os romanos foram derrotados pelo general Tito Vécio Escatão e César teve que fugir para Isérnia, uma cidade que permaneceu leal à República. Recebeu reforços de gauleses e auxiliares númidas e reiniciou sua ofensiva, derrotando os inimigos em Acerrae, na Campânia, que estava cercada pelos gauleses. Neste combate, muitas númidas desertaram e Lúcio, suspeitando da lealdade dos demais, enviou-os de volta à África. Com a esperança renovada por estas deserções, Pápio Mutílio, o general inimigo, atacou o acampamento romano, mas foi rechaçado com perdas de mais de 6 000 homens.
Esta vitória provocou uma grande alegria em Roma, mas a campanha perdeu o ímpeto. Lúcio se retirou quase que imediatamente de Acerrae sem conseguir levantar o cerco. Enquanto isto, o outro cônsul, Rutílio Lupo, foi derrotado e morto por Vécio Escatão. O próprio Lúcio, durante uma nova tentativa de libertar Acerrae, foi derrotado com grandes perdas por Mário Egnácio.
Estes desastres, o temor de uma guerra contra Mitrídates, do Reino do Ponto, e o medo de uma revolta aberta de seus aliados forçaram Lúcio a apresentar uma lei que garantia a cidadania romana a todos os latinos e demais aliados que haviam permanecido fieis à República, Lex Julia de Civitate. Aparentemente, porém, que a lei continha um dispositivo que dava à cada estado aliado a oportunidade de aceitar ou não a cidadania oferecida e, de fato, muitos aliados preferiram sua situação original como estados federados para não incorrer nas obrigações e responsabilidade dos cidadãos romanos.

## Anos finais
No ano seguinte, 89 a.C., seu comando foi prorrogado e Lúcio conseguiu uma grande vitória sobre o inimigo e participou do Cerco de Ásculo ("Asculum"), durante o qual teria morrido de uma doença segundo Apiano, o que é claramente um erro. Provavelmente Lúcio foi forçado por uma enfermidade a abandonar o cerco e cedeu o comando a Caio Bébio. Ainda no mesmo ano foi eleito censor e, graças ao êxito da Lex Julia, foi nomeado o responsável pela divisão dos novos cidadãos em suas respectivas tribos para fins eleitorais juntamente com o colega Públio Licínio Crasso, o pai do primeiro triúnviro Marco Licínio Crasso.
Lúcio morreu junto com seu irmão em 87 a.C. nos primeiros movimentos da Primeira Guerra Civil, assassinados pela facção dos populares liderada por Caio Mário e Caio Flávio Fímbria e, segundo Lívio, suas cabeças ficaram expostas na Rostra junto com as de outros romanos assassinados, como Quinto Lutácio Cátulo.

## Família
De acordo com o genealogista inglês William Berry, Lúcio Júlio César era de um ramo distante da família de Júlio César. Seu avô foi Sexto Júlio César, que foi embaixador em Abdera. Este embaixador foi filho de Sexto Júlio César, que foi tribuno militar e o trisavô de Júlio César.